# Симінський Костянтин Костянтинович
Професор Костянти́н Костянти́нович Симі́нський (21 лютого (5 березня) 1879, Милейчиці, Берестейський повіт — 13 червня 1932) — інженер-дослідник будівельної механіки, професор (з 1914 року), дійсний член АН УРСР (з 1926 року; з 1931 року — її віце-президент).

## Біографія
Народився 21 лютого (5 березня) 1879 року в місті Брест-Литовському в родині міщанина[джерело?]. Середню освіту отримав в Уманській школі землеробства і садівництва. У 1907 році закінчив Київський політехнічний інститут по кафедрі мостобудування, яку очолював Є. О. Патон.
В 1907—1932 роках працював викладачем Київського політехнічного інституту, де починав свій шлях асистентом і лаборантом (1907—1909), навчителем геодезії й топографічного креслення, графічної статики (1909—1910). В 1920—1921 роках — декан інженерно-будівельного факультету КПІ, в 1914—1932 роках — завідував кафедрою опору матеріалів. В 1924—1926 роках — проректор по навчальній частині. Одночасно працював у 1921—1932 роках директором Інституту технічної механіки АН УРСР (тепер Інститут механіки імені С. П. Тимошенка НАН України), в 1929—1932 роках — директор київської філії Науково-дослідного інституту споруд. Провадив педагогічну і методичну роботу в Київському університеті (1918—1919), в Інституті народного господарства (1922—1923), в Художньому інституті (1927), в Одеському політехнічному інституті (1918—1919). У 1914 році захистив дисертацію на тему: «До утворення просторових ферм для мостів» на звання ад'юнкта будівельної механіки. Після захисту дисертації обраний професором кафедри опору матеріалів, а в 1915 році завідувачем механічної лабораторії Київського політехнічного інституту.

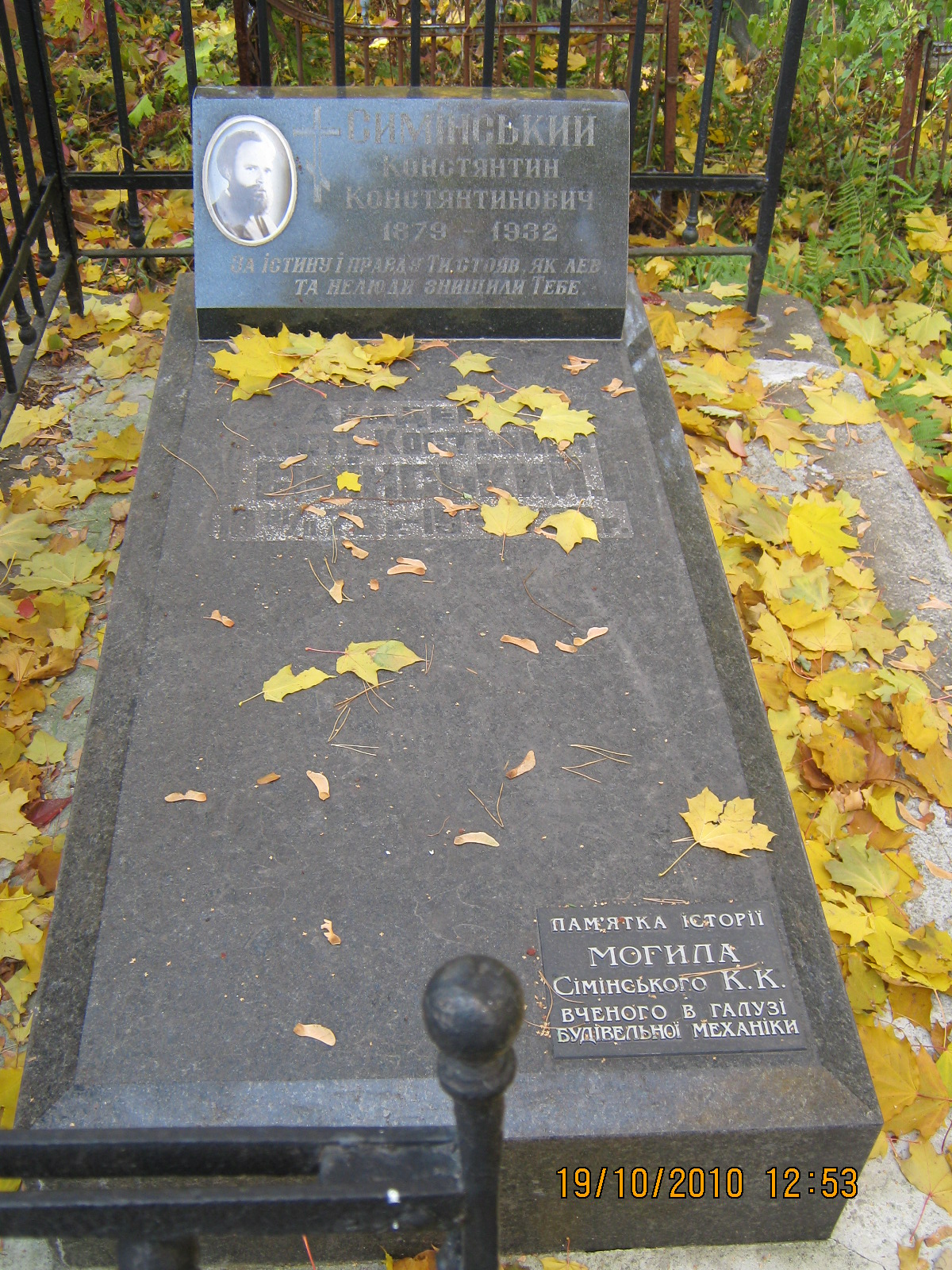
Могила К. К. Симінського

У 1918—1919 роках К. Симінський активно пропагував українізацію, працював над укладенням української технічної термінології.
У 1914 році був нагороджений орденом Святого Станіслава III ступеня.
Жив у Києві в садибі КПІ, будинок № 4, квартира 52. Помер 13 червня 1932 року. Похований в Києві на Лук'янівському цвинтарі (ділянка № 13-2, ряд 13, місце 4).

## Наукова діяльність
Основні наукові праці присвячені проблемі втомлюваності металу в мостах, деревині, дослідженню нових типів дерев'яних конструкцій, вивченню характеристик міцності кам'яних будівельних матеріалів.
Першим запропонував нові методи розрахунку і створення просторових стрижневих ферм залізничних мостів, дослідив нові типи дерев'яних просторових конструкцій для промислового і цивільного будівництва, розробив теорію міцності гранітів.
Автор науки з випробування міцності мостів та конструкцій. Брав активну участь у реорганізації вищої школи, загальній реформі Київського політехнічного інституту в 1920 році, був членом Державного науково-методичного комітету УРСР.
Автор 73 наукових праць, з них 33 монографії і наукові статті, 23 підручники і навчальних посібники, 17 методичних статей. Основні праці:
- «Будівельна механіка. Системи із зайвими невідомими» (1928);
- «Нерозрізні балки» (1930);
- «Технічна механіка» (1931);
- «Курс статики споруд» (1931);
- «Опір матеріалів» (1924);
- «Дерев'яні мости» (1915, у співавторстві з Є. О. Патоном).

Костянтин Симінський автор ряду винаходів, серед них:
- універсальна машина для дослідження матеріалів (1915);
- прилад для вимірів напруження в мостах (1922) та інших.